# Седов, Георгий Осипович
Георгий Осипович Седов (7 мая 1911 — 10 апреля 2004) — командир орудия 1091-го корпусного пушечного артиллерийского полка (6-я артиллерийская дивизия, 8-я гвардейская армия, 1-й Белорусский фронт) сержант, участник Великой Отечественной войны, кавалер ордена Славы трёх степеней.

## Биография
Родился 7 мая 1911 года в деревне Федосеевка ныне Тюкалинский район Омской области в семье крестьянина. Русский. Окончил 4 класса. Работал в колхозе рабочим, счетоводом.
В 1934—1936 годах проходил срочную службу в Красной Армии. Вернувшись домой работал в строительной бригаде колхоза.
В июле 1941 года был вновь призван в армию Тюкалинским райвоенкоматом. В запасном артиллерийском полку на Дальнем Востоке прошёл подготовку, получил звания сержанта. В боях Великой Отечественной войны с мая 1942 года, воевал на Западном и 1-м Белорусском фронтах. Весь боевой путь прошёл в составе 1091-го корпусного пушечного артиллерийского полка 6-й артиллерийской дивизии.
К лету 1943 года сержант Седов командовал орудийным расчётом. За это время его орудие не имело выхода из строя, всегда находилось в полной боевой готовности. 12 августа 1943 года его расчёт подавил 3 миномётные батареи и уничтожил до взвода гитлеровцев. Награждён медалью «За отвагу».
18 июля 1944 года в бою у села Паридубы (северо-восточнее города Мацеев) в составе батареи из орудия разбил 3 батареи противника, обеспечил стрелковым подразделениям захват 4 орудий, танка и 2 тягачей.
Приказом по частям 6-й артиллерийской дивизии от 20 августа 1944 года награждён орденом Славы 3-й степени.
14 января 1945 года при прорыве обороны противника у населённых пунктов Мшадла, Залазы, Пшиленк (восточнее города Зволень, Польша) батарея, в составе которой воевал сержант Седов, действовала в полосе наступления 25-го стрелкового корпуса. В составе батареи подавил из орудия огонь 2 батарей 150-мм орудий и рассеял свыше роты вражеских солдат, чем обеспечил продвижение нашей пехоты.
Приказом по войскам 1-го Белорусского фронта от 11 февраля 1945 года (№ 443/н) награждён орденом Славы 2-й степени.
2 марта 1945 года при расширении плацдарма на левом берегу реки Одер (4 км юго-западнее города Киц, Германия) в составе батареи подавил огонь 2 артиллерийских батарей противника. 6-8 марта в боях по овладению пригородом города Киц расчётом Седова было уничтожено противотанковое орудие с прислугой, склад с горючим, до 25 гитлеровцев, что способствовало продвижению стрелковых подразделений. В составе батареи его орудие участвовало в подавлении огня 4-х артиллерийских батарей противника. Был представлен к награждению орденом Славы 1-й степени.
На завершающем этапе войны участвовал в Берлинской наступательной операции. Член ВКП(б)/КПСС с 1945 года. В мае 1945 года старший сержант Седов был демобилизован.
Указом Президиума Верховного Совета СССР от 31 мая 1945 года за образцовое выполнение боевых заданий командования на фронте борьбы с немецкими захватчиками и проявленные при этом доблесть и мужество сержант Cедов Георгий Осипович награждён орденом Славы 1-й степени. Стал полным кавалером ордена Славы.
Вернулся в родную деревню. Работал бухгалтером Федосеевской фермы совхоза «Красноусовский», бригадиром строительной бригады. В 1971 году был вручён последний боевой орден — Славы 1-й степени. Старшина в отставке. Последние годы жил в городе Тюкалинск. Скончался 10 апреля 2004 года. Похоронен в городе Тюкалинск, Омская область, Россия.

## Награды
- Орден Отечественной войны I степени (11.03.1985)[3]

- Полный кавалер ордена Славы:
  - орден Славы I степени (31.05.1945)[4]
  - орден Славы II степени (11.02.1945)[5];
  - орден Славы III степени (20.08.1944)[4];
- медали, в том числе:
  - «За отвагу» (14.08.1943)[6]
  - «В ознаменование 100-летия со дня рождения Владимира Ильича Ленина» (6 апреля 1970)
  - «За победу над Германией в Великой Отечественной войне 1941—1945 гг.» (9 мая 1945[7])[8]

- - «20 лет Победы в Великой Отечественной войне 1941—1945 гг.» (7 мая 1965[9])
  - «30 лет Победы в Великой Отечественной войне 1941—1945 гг.»[10]
  - Юбилейная медаль «Сорок лет Победы в Великой Отечественной войне 1941—1945 гг.»
  - Юбилейная медаль «50 Победы в Великой Отечественной войне 1941—1945 гг.»
  - Юбилейная медаль «60 лет Победы в Великой Отечественной войне 1941—1945 гг.»
  - Юбилейная медаль «65 лет Победы в Великой Отечественной войне 1941—1945 гг.»
  - 40 лет Победы в Великой Отечественной войне 1941—1945 гг.[11]
  - «30 лет Советской Армии и Флота»[12]
  - «40 лет Вооружённых Сил СССР»[13]
  - «50 лет Вооружённых Сил СССР» (26 декабря 1967[14])
- Знак «25 лет победы в Великой Отечественной войне» (1970)

## Память
- На могиле установлен надгробный памятник
- Его имя увековечено в Главном Храме Вооружённых сил России, и навсегда запечатлено на мемориале «Дорога памяти»